# Brouc
Le brouc est un jeu de cartes fonctionnant par levées et dont les régles sont proches du jass ou de la belote. Il existe depuis 1992 un championnat suisse de Brouc, qui a lieu à L'Étivaz, dans le canton de Vaud.